# Heráclio II da Geórgia
Heráclio II (em georgiano: ერეკლე II; romaniz.: Erekle II; 7 de novembro de 1720 ou outubro de 1721 (de acordo com Cyril Toumanoff) – 11 de janeiro de 1798), também conhecido como o caquécio titular (em georgiano: პატარა კახი; romaniz.: p'at'ara kaxi), foi um monarca georgiano da Dinastia Bagrationi, rei de Caquécia de 1744 a 1762, e de Cártlia-Caquécia de 1762 até 1798. Nos documentos persas contemporâneos, é referido como Heráclio Cã (ارکلی خان).
O primeiro e penúltimo rei dos reinos unidos de Cártlia e Caquécia no leste da Geórgia, seu reino foi lembrado como a "canção do cisne" da monarquia georgiana. Ajudado por suas habilidades pessoais e pela agitação do Império Cajar, Heráclio se estabeleceu como um governante de facto independente e tentou modernizar o governo, a economia, e as forças armadas. Preocupado com os possíveis problemas para a independência recém adquirida da Geórgia e a sua hegemonia temporária no leste da Transcaucásia, ele fez com que seu reino ficasse sob a proteção do Império Russo em 1783, mas a atitude não preveniu a Geórgia de ser devastada pelas invasões persas de 1795. Heráclio faleceu em 1798, deixando o trono ao seu herdeiro, Jorge XII.

## Primeiros anos e Reino de Caquécia

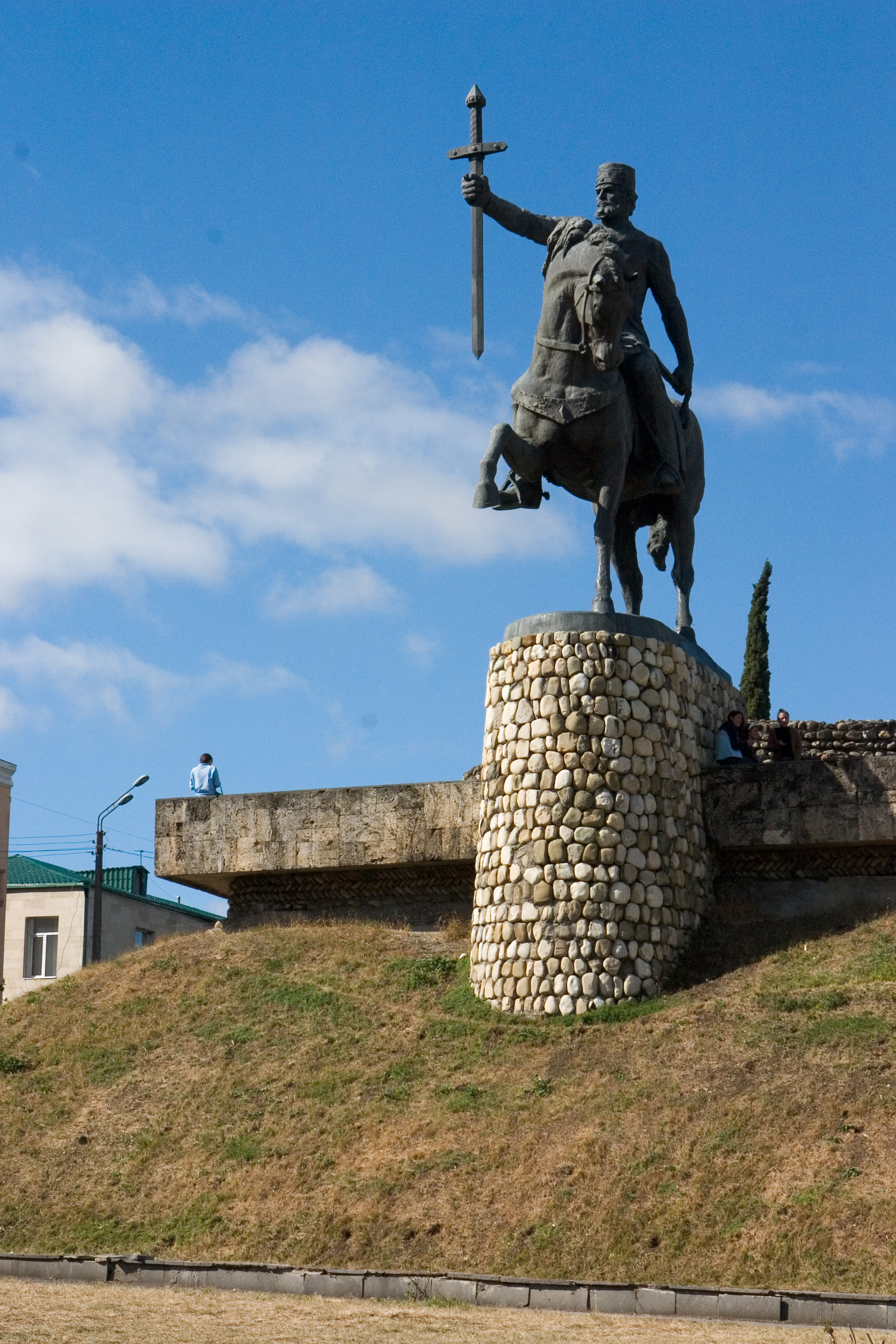
Monumento de Heráclio II em Telavi

Nascido em Telavi, o centro da região de Caquécia na Geórgia, Heráclio era filho de Teimuraz II de Caquécia e de sua esposa Tamar, filha de Vactangue VI de Cártlia. Sua Infância coincidiu com a ocupação de Caquécia pelo Império Otomano de 1732 a 1735, quando eles foram retirados da Geórgia por Nader Xá do Irão, em suas duas duas sucessivas campanhas militares entre 1734 e 1735, que fizeram com que a Geórgia ficasse sob o domínio persa novamente. Teimuraz ficou do lado dos persas e instalou um uale (governo) persa na região de Cártlia. Mas, muitos nobres georgianos recusaram-se a aceitar o novo regime e criaram uma rebelião para conter os pesados tributos dados por Nader sob as províncias georgianas. Além disso, Teimuraz e Heráclio continuaram leais ao xá, principalmente para evitar uma restauração do poder da casa real rival, Mucrani, que saiu do poder em 1720 e abriu caminho a ascensão de Cártlia. De 1737 a 1739, Heráclio comandou uma força georgiana auxiliar durante as expedições de Nader na Índia e ganhou a reputação de um comandante militar capaz. Ele serviu como o líder de Caquécia e assumiu a regência do trono quando seu pai ficou brevemente ausente para consultas na capital persa de Ispaã em 1744. Na mesma época, Heráclio evitou um golpe planejado pelo príncipe rival,  Abedalá Begue da dinastia Mucrani, e ajudou Teimuraz a suprimir a oposição aristocrática a hegemonia persa na região, liderada por Givi Amilakhvari. Como recompensa, Nader ofereceu o reino de Cártlia a Teimuraz e o de Caquécia para Heráclio em 1744, e arranjou o casamento de seu sobrinho, Ali-Coli Cã, que eventualmente acabaria o sucedendo como Adil Xá, com a filha de Teimuraz, Kethevan.
Mesmo assim, ambos os reinos continuaram sob pesados tributos persas até que Nader foi assassinado em 1747. Teimuraz e Heráclio tiraram vantagem da instabilidade política da Pérsia para tornar os seus reinos independentes e evitar os ataques persas de todas as posições chave da Geórgia, incluindo Tiblíssi. Em sua colaboração um com o outro, eles preveniram uma nova revolta dos apoiadores dos Mucrani planejada por Ebraim Cã, irmão de Adel Xá, em 1748. Eles concluíram uma aliança anti-Persa com os Cãs do Azerbaijão que eram particularmente vulneráveis a agressão persa e concordaram em reconhecer a supremacia de Heráclio no leste da Transcaucásia. Em junho de 1751, Heráclio derrotou um largo exército comandado por um pretendente do trono persa chamado Azad Cã na Batalha de Kirkhbulakh. Em 1752, os reis georgianos pediram a Rússia três mil soldados para fazer com que eles invadissem a Pérsia e instalassem um governo pro-Russo nela. A embaixada falhou para conseguir algum resultado, principalmente porque a corte russa estava mais preocupada com assuntos europeus.

## Rei de Cártlia-Caquécia

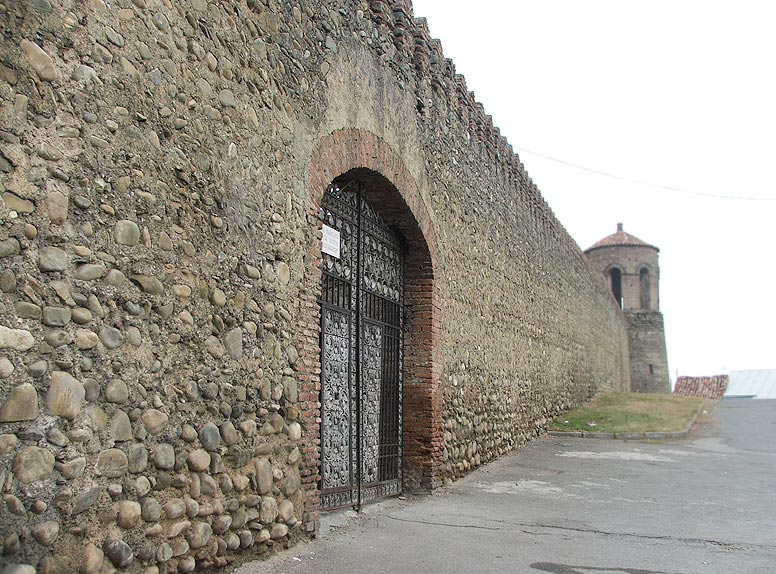
O palácio do rei Heráclio II em Telavi

Em 1762, Teimuraz II morreu durante uma missão diplomática em São Petersburgo, e Heráclio o sucedeu como rei de Cártlia, e com isso, acabou unindo politicamente o leste da Geórgia pela primeira vez em três séculos.

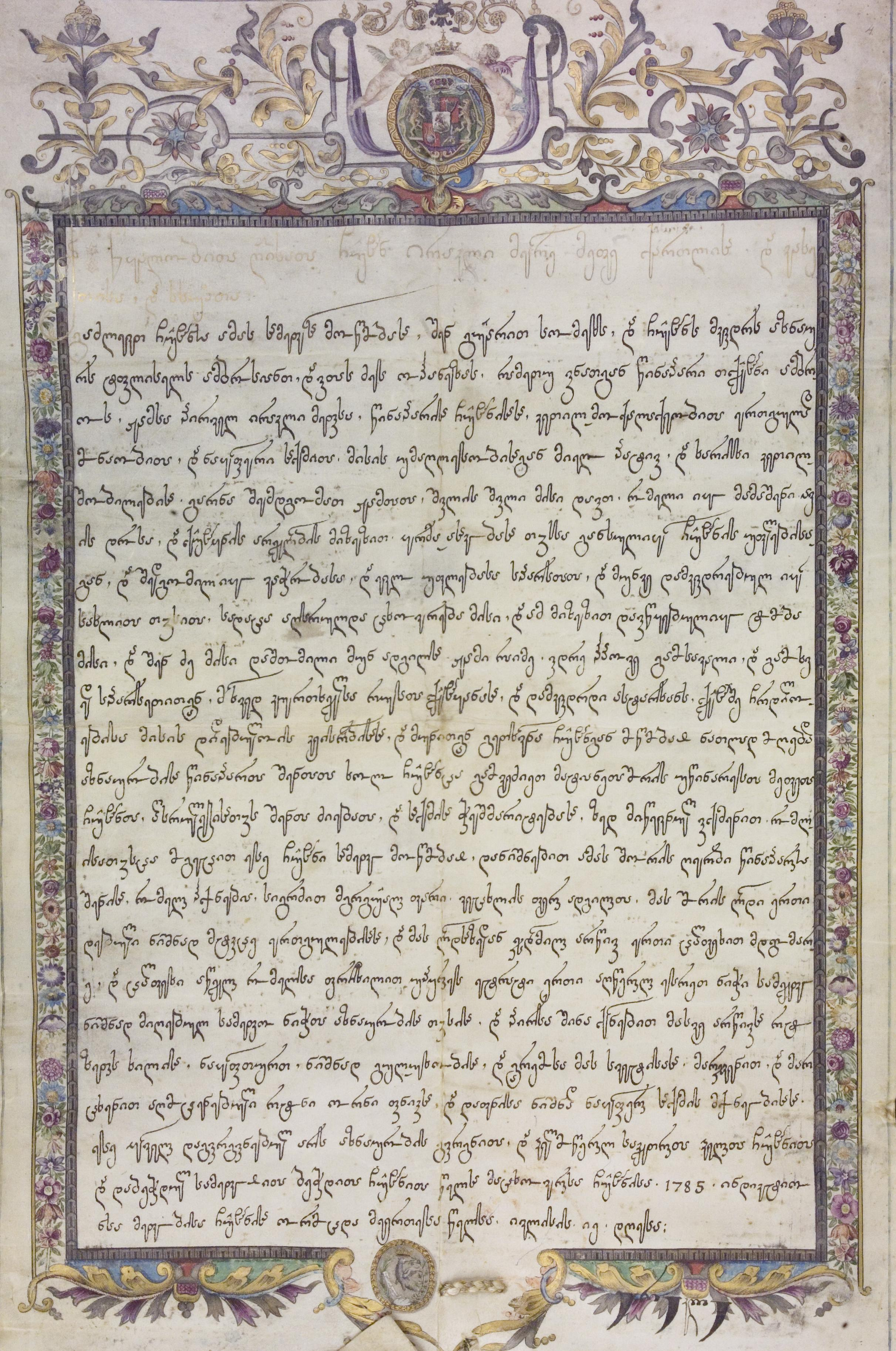
Carta real de Heráclio II

Mesmo mantendo uma pompa do tipo persa na sua corte, ele lançou um programa de "Europeização" que foi apoiado pelas elites intelectuais da Geórgia, mas não foi um sucesso porque a Geórgia se manteve isolada da Europa e tinha que gastar todos os seus recursos para proteger a sua fraca independência. Ele tentou governar os seu país da mesma forma que eram governadas as potências europeias, e tentou atrair cientistas e técnicos ocidentais para dar ao país os benefícios das mais recentes técnicas militares e industriais. Ele exerceu autoridade nos poderes executivo, legislativo e judiciário e supervisionou os departamentos do governo. O objetivo de Heráclio na política interna era centralizar o governo reduzindo o poder da aristocracia. Com esse objetivo, ele tentou criar uma elite governamental composta por seus próprios agentes para substituir a aristocracia em assuntos locais. Ao mesmo tempo, ele encorajou o recrutamento de camponeses para suprir a força militar necessária para superar a resistência da aristocracia e proteger o país dos constantes ataques do Daguestão conhecido pelos georgianos como Lekianoba. Nas palavras do historiador britânico David Marshall Lang, "Sua vigilância ao se importar com as pessoas não tinha limites. Em uma campanha militar, ele passaria a noite sentado e procurando pelo inimigo, e durante os tempos de paz, ele passaria a sua vida fazendo negócios do estado ou em serviço religioso, e dedicaria apenas algumas horas para dormir."

## Aliança com a Rússia e Últimos anos
Na política externa, Heráclio focou-se em buscar um protetor que garantiria a sobrevivência da Geórgia. Ele escolhe a Rússia apenas porque ela era Ortodoxa, mas também porque serviria como um atalho para Europa, que ele usou como modelo para o desenvolvimento da Geórgia como nação moderna. Mas, a cooperação de Heráclio com a Rússia era desapontadora. Sua participação na Guerra Russo-Turca de 1768–1774 não levaram a uma reconquista antecipada do Império Otomano as terras do sul da Geórgia, para os comandantes russos a Geórgia havia se comportado de uma forma altamente condescendente, muitas vezes traiçoeira, e a imperatriz Catarina II tratou a Geórgia de uma forma secundária nas operações militares. Mesmo assim, Heráclio continuou a procurar uma aliança com a Rússia, sua motivação imediata eram as tentativas do comandante persa Carim Cã de trazer a Geórgia de volta ao controle persa. A morte de Carim Cã em 1779 deixou um tempo para Heráclio se recuperar desses perigos, já que a Pérsia tinha entrado no caos novamente.
Em 1783, a expansão russa pelo sul iniciada pela Crimeia transformou o Cáucaso em uma área de interesse de Catarina II. No Tratado de Georgievsk de 1783, Heráclio finalmente obteve garantias que ele desejava da Rússia, transformando a Geórgia em um protetorado russo, já que Heráclio havia repudiado todos os laços com a Pérsia e colocou sua política externa sob a supervisão russa. Portanto, durante a Guerra Russo-Turca de 1787–1792, uma força russa baseada em Tiblíssi evacuou a Geórgia, deixando Heráclio a enfrentar os novos perigos persas sozinho. Em 1790 Heráclio concluiu o Tratado de Ibéria na política externa da Geórgia. Maomé Cã Cajar, que havia planejado trazer o Irão ao seu completo controle em 1794, tentou fortalecer o Império Persa fazendo com que o Cáucaso fosse dele novamente. em 1795, depois de uma reconquista do sul do Cáucaso, ele exigiu que Heráclio reconhecesse a soberania persa sob o seu território, prometendo um retorno nomeando-o como um uale. Heráclio recusou, e em setembro de 1795, o exército persa moveu trinta e cinco mil soldados na Geórgia. Depois de uma defesa valente de Tiblíssi na Batalha de Krtsanisi, na qual o rei participou pessoalmente na guarda avançada, o pequeno exército de Heráclio de cinco mil homens foi quase aniquilado e Tblisi completamente saqueada. Enquanto se tornava um refém da devastação de sua capital e na retirada dos civis, o rei Heráclio, não queria sair do campo de batalha e a cidade foi deixada com muitos soldados mortos e com alguns membros de sua família. A invasão persa deixou um golpe que era de difícil recuperação na Geórgia. Mesmo que tenha sido abandonado no momento crítico, Heráclio ainda tinha ajuda na luta e apoio russos, em 1796, forças expedicionárias foram enviadas por Catarina no território persa. Mas após a morte de Catarina naquele ano ocorreu uma mudança na política russa no Cáucaso, e o seu sucessor, Paulo I, retirou novamente todas as tropas russas da região. Aga Maomé lançou uma segunda invasão para punir os georgianos por sua aliança com a Rússia. Mesmo assim, o seu assassinato em 1797 deixou Cártlia-Caquécia ainda mais devastado.

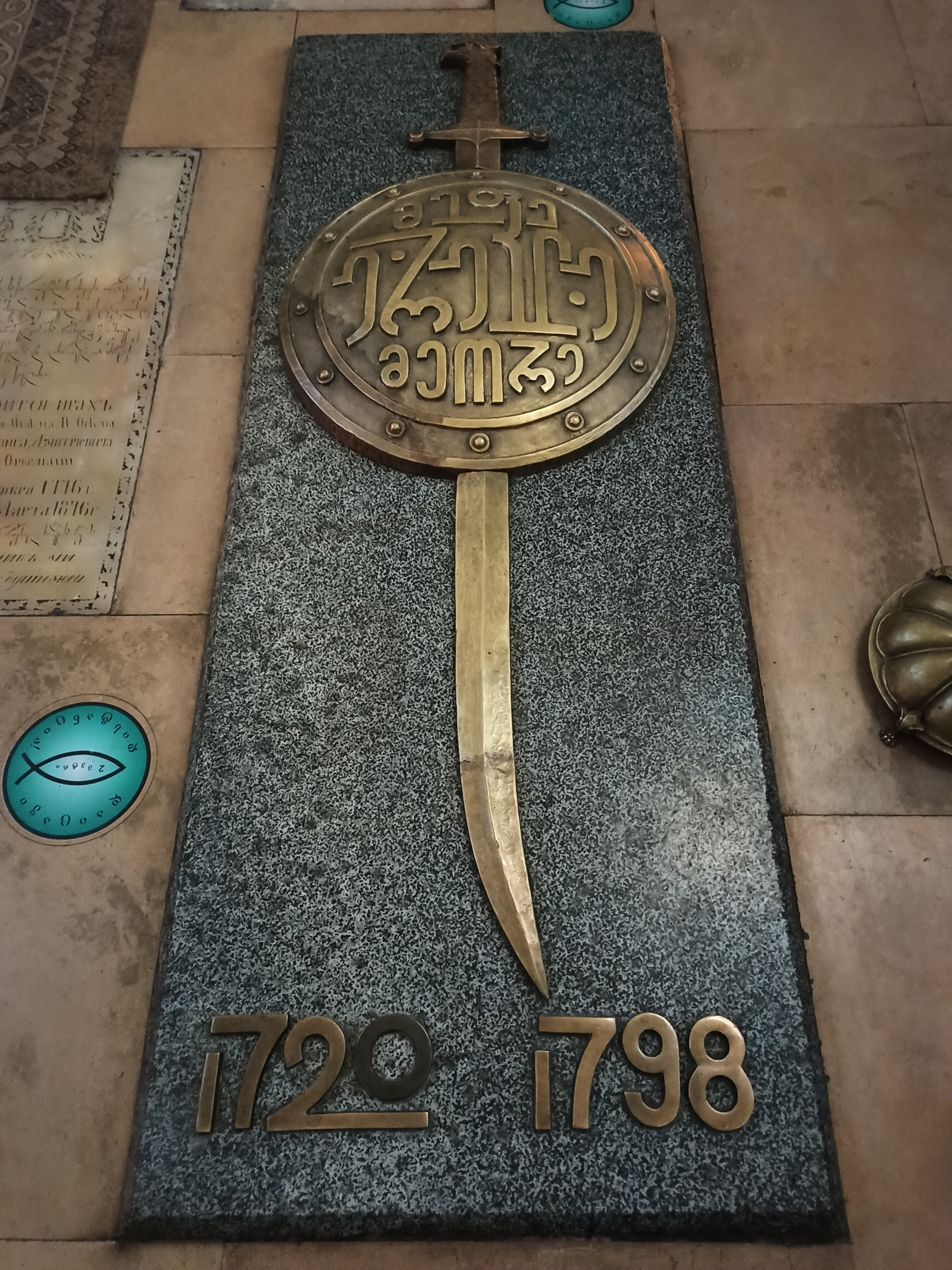
Tumba de Heráclio na Catedral de Svetitskhoveli

Heráclio faleceu em 1798, ainda convencido de que apenas a proteção russa poderia assegurar a existência de seu país. Ele foi sucedido por seu filho considerado fraco e doentio, Jorge XII, o qual após sua morte o Czar Paulo I anexou, em 1801, o reino de Cártlia-Caquécia para Rússia, encerrando a independência da Geórgia e os milênios de administração da Dinastia Bagrationi.